# Seznam anglických hovorových stažených tvarů
Toto je seznam hovorových stažených tvarů vyskytujících se často v mluvené a chatovací angličtině.
| stažený tvar | rozvinutý tvar | český význam                          |
| ------------ | -------------- | ------------------------------------- |
| betcha       | bet you        | vsadím se s tebou                     |
| ’cause       | because        | protože                               |
| c’mon        | come on        | pojď, pospěš, jdeme                   |
| comfy        | comfortable    | pohodlný/ě                            |
| ’cos         | because        | protože                               |
| coulda       | could have     | mohl by                               |
| cuppa        | cup of tea     | šálek čaje                            |
| doncha       | don’t you      | ... že ano                            |
| doncher      | don’t you      | ... že ano                            |
| dunno        | I don’t know   | nevím                                 |
| ’em          | them           | nich, jim, je (od zájmena „oni“)      |
| fella        | fellow         | kamarád, partner                      |
| ’fore        | before         | před (časová spojka)                  |
| getcha       | get you        | mám tě                                |
| gimme        | give me        | dej mi                                |
| gonna        | going to       | jít někam, chystat se                 |
| gotcha       | got to         |                                       |
| gotta        | got to         |                                       |
| havta        | have to        |                                       |
| helluva      | hell of a      | mnoho                                 |
| hi ya        | how are you    | jak se máš, jak se vede               |
| howdya       | how do you     | jak se ti                             |
| kinda        | kind of        | jaký, takový (když mluvíme o kvalitě) |
| loadsamoney  | loads of money | množství peněz                        |
| lotsa        | lots of        | hodně                                 |
| lotta        | lot of         | hodně                                 |
| luv          | love           | milovat, mít rád                      |
| mum          | mother         | matka, maminka                        |
| mummy        | mother         | matka, maminka                        |
| musta        | must have      | musel ...                             |
| oughta       | ought to       | by měl, měl by                        |
| outta        | out of         | z, ze, ven, kromě                     |
| shoulda      | should have    | měl by                                |
| wanna        | want to        | chtít                                 |
| watcha       | what are you   |                                       |
| wenna        | went to        | jít někam (minulý čas)                |
| whadya       | what do you    |                                       |
| whodun(n) it | who done it    | kdo to udělal                         |
| whydya       | why do you     | proč si...                            |
| woulda       | would have     |                                       |
| wouldya      | would you      | chtěl bys                             |
| ya           | you            | ty, tě, tebe, vy, vás                 |
| yeah         | yes            | ano                                   |
| yer          | your           | tvůj, váš                             |